# 방구석에 인어아가씨
《방구석에 인어아가씨》는 대한민국의 테일즈샵에서 기획, 제작한 비주얼 노벨 게임이다.
2014년 7월 23일부터 각 스토어에 순차적으로 발매되었으며, 2014년 8월 8일 마지막으로 애플 앱 스토어까지 발매가 완료되었다.
그 후로 캐릭터 담당 성우들 중 명아연 역의 정혜원과 납작이 역의 조경이는 이후에 제작된 인어 작품 레인보우 버블젬에서 두 주인공 역으로 출연하였다. 명아연의 성우 정혜원은 퍼플 스타 역을, 납작이의 성우 조경이는 레드 루비 역을 맡는다.

## 등장 인물
박도경
성우 - 류승곤(드라마 CD판)
본 작품의 주인공이다.
명아연
성우 - 정혜원
납작이
성우 - 조경이
명정
성우 - 김하영

## 도서 정보
2014년 10월 28일 영상출판미디어의 노블엔진 레이블을 통해 발매되었다.
- 《방구석에 인어아가씨 ~Mermaid in Novel~》 ISBN 9791131902042

## 음반

### Mermaid in Audio CD
《방구석에 인어아가씨 ~Mermaid in Novel~》 특별한정판에 동봉되었다.
1. CD1
  1. Fall In (Extended Ver.)
노래: SQ 3 Stars (와타아메 × Sherie × 노부나가)
작곡: seibin / 작사: 한시현
  2. 도경아….
  3. 로리극상
  4. 그녀의 비밀스런 취미시간
  5. 방구석에 인어아가씨
  6. 최종보스 조상님
  7. 기억나질 않아서….
  8. 고생 많으셨습니다, 고객님
  9. 내 머릿속의 지우개
  10. 쏘가리의 하루
  11. 사실 블루길의 하루
  12. 야생의 고라니가 나타났다가
  13. 야생의 멧돼지가 나타나다니
  14. 충격과 공포
  15. 별밤옥상
  16. Bondage (구속)
  17. Fall In (Mermaid Ver.)
노래: 명아연 (CV. 정혜원), 납작이 (CV. 조경이), 명정 (CV. 김하영)
2. CD2
  1. 드렁큰 머메이드
  2. 러브러브 고백타임
박도경 (CV. 류승곤)
3. CD3
  1. 아연이랑 슬리핑
  2. 납작이랑 공포특급
  3. 여동생 정이 씨에게 치료받고 싶어!

### MUSIC:SIDE
《방구석에 인어아가씨 MUSIC:SIDE》
1. CHANGE IT FOR YOU
노래: 명아연 (CV. 정혜원), 납작이 (CV. 조경이), 명정 (CV. 김하영)
작곡: TAK, seibin / 작사: 하수민, Lielle, ChoiFeel
2. 아연이의 머리에 마이크가 떨어진다면?
시나리오: 지나가던개
3. 포화란 (泡花瀾)
노래: 명아연 (CV. 정혜원)
작곡: Yuni (Bubble Booster) / 드럼, 베이스: 유경환 / 코러스: Yuni / 작사: 정해권
4. 납작이의 머리에 마이크가 떨어진다면?
시나리오: 지나가던개
5. 납작이송!!
노래: 납작이 (CV. 조경이)
작곡: O2i3 / 작사: 하수민
6. 정이의 머리에 마이크가 떨어진다면?
시나리오: 지나가던개
7. 난 "그것"이 좋다
노래: 명정 (CV. 김하영)
작곡: LION (Bubble Booster) / 편곡: MACARONI☆ / 작사: J.hem
8. 기억나지 않아서... (Interlude Ver.)
작곡: 초롱아귀 / 원곡: 기억나지 않아서…. (방구석에 인어아가씨 OST)
9. Fall In (Mermaid Extended Ver.)
노래: 명아연 (CV. 정혜원), 납작이 (CV. 조경이), 명정 (CV. 김하영)
작곡: seibin / 작사: 한시현

### 방구석에 인어라디오
1. CD1
  1. 0-1회, 정이 코멘터리
by 명정 (CV. 김하영)
  2. 0-2회, 아연 코멘터리
by 명아연 (CV. 정혜원)
  3. 0-3회, 납작이 코멘터리
by 납작이 (CV. 조경이)
  4. 1회, 방구석에 인어아가씨 특집
by 명아연 (CV. 정혜원)
게스트: 지나가던개 (시나리오), 시노바 (일러스트레이터)
  5. 2회, 우리집 아기고양이 특집
by 납작이 (CV. 조경이)
게스트: 가랑 (작가), DS마일군 (일러스트레이터)
  6. 3회, SQUARE MUSIQ 음악 제작 특집
by 명정 (CV. 김하영)
게스트: 김준수 (TMDC-프로듀서), 하수민 (프로듀서), seibin (작곡가)
2. CD2
  1. 3회, SQUARE MUSIQ 음악 제작 특집 (2부)
by 명정 (CV. 김하영)
게스트: 김준수 (TMDC-프로듀서), 하수민 (프로듀서), seibin (작곡가)
  2. 4회, 방구석에 인어아가씨 성우 특집
by 명아연 (CV. 정혜원)
  3. 5회, 우리집 아기고양이 성우 특집
by 납작이 (CV. 조경이)
게스트: 누리 (CV. 방연지), 소라 (CV. 여윤미), 유라 (CV. 김채하)

## 사건

### 불법 공유 사건
출시된지 얼마 되지 않아 추출된 실행 파일이 일부 불법 공유 사이트에 유포되는 것이 확인되었다. 이에 사측에서 불법 공유를 자제해달라는 글을 올렸으나 해당 사이트 이용자들은 문제가 없다는 반응을 보였으며, 사측은 불법 공유를 처벌하는 등 강력하게 대응하겠다고 밝혔다. 이 사건에 대해, 시나리오 작가인 지나가던개가 자신의 블로그에 관련 글을 올린 것이 여러 사이트로 퍼져나가면서 온라인 커뮤니티 상에서 화제가 되었다.

### 구글 플레이 서비스 중지 사건
2014년 10월 21일 구글 플레이에서의 판매가 예고 없이 중지되었다. 사측은 원인을 파악 중에 있으나 빠른 해결이 불가능하다고 밝혔으며, 중지된 이후 구매자들이 티스토어로 옮길 수 있도록 조치를 취하였다. 이후 10월 29일 판매가 재개되었다.